# Zack Moss
Zaccheus Malik Moss (Hialeah Gardens, Florida; 15 de diciembre de 1997) más conocido como Zack Moss, es un jugador profesional estadounidense de fútbol americano, se desempeña en la posición de running back en Indianapolis Colts, en la National Football League (NFL).

## Carrera
Fue parte del plantel de Buffalo Bills durante tres temporadas (2020-2022), y lleva dos temporadas en Indianapolis Colts, donde comenzó a jugar en 2022.